# Aleksandr Czerwiakow
Aleksandr Iwanowicz Czerwiakow (ros. Александр Иванович Червяков; ur. 18 czerwca 1980 w Kokczetaw) – kazachski biathlonista, uczestnik mistrzostw świata w biathlonie oraz zimowych igrzysk olimpijskich.

## Osiągnięcia

### Zimowe Igrzyska Olimpijskie
| 2006 Turyn/Cesana San Sicario (Włochy) | 73. miejsce (IN), 56. miejsce (SP), 53. miejsce (PU)                   |
| 2010 Vancouver/Whistler (Kanada)       | 50. miejsce (IN), 51. miejsce (SP), 49. miejsce (PU), 18. miejsce (RL) |

### Mistrzostwa Świata
| 2005 Hochfilzen (Austria)            | 74. miejsce (IN), 74. miejsce (SP), 21. miejsce (RL)                   |
| 2007 Anterselva (Włochy)             | 72. miejsce (IN), 19. miejsce (RL)                                     |
| 2008 Östersund (Szwecja)             | 28. miejsce (IN), 47. miejsce (SP), 47. miejsce (PU), 22. miejsce (RL) |
| 2009 P'yŏngch'ang (Korea Południowa) | 70. miejsce (IN), 33. miejsce (SP), 50. miejsce (PU), 20. miejsce (RL) |

### Puchar Świata

#### Miejsca w klasyfikacji generalnej
| Sezon     | Miejsce |
| --------- | ------- |
| 2004/2005 | 87      |
| 2007/2008 | 91      |
| 2008/2009 | 101     |
| 2009/2010 | 61      |